# Juan Diego Covarrubias
Juan Diego Covarrubias Aceves (né le 24 mars 1987 à Guadalajara) est un acteur mexicain.

## Télévision

### Telenovelas
- 2009 : Atrévete a soñar (Televisa) : Johnny
- 2010 : Teresa (Televisa) : Julio
- 2011 - 2012 : Una familia con suerte (Televisa) : Alfredo Irabién Arteaga
- 2012 : Amor bravío (Televisa) : Yago Albarrán
- 2013 - 2014 : De que te quiero, te quiero (Televisa) : Diego Cáceres / Rodrigo Cáceres
- 2015 - 2016 : La vecina (Televisa) : Antonio Andrade
- 2017 - 2018 : Me declaro culpable (Televisa) : Paolo Leiva Ruiz
- 2019 : Mi marido tiene más familia (Televisa) : Carlos Rojas Navarrete
- 2019 : Cita a ciegas (Televisa) : Carolo
- 2020 - 2021 : Par-delà l'amour (Televisa) : Eduardo Falcón
- 2021 : Diseñando tu amor (Televisa) : Claudio Barrios

### Séries
| Année | Titre                 | Rôle         | Chaîne   |
| ----- | --------------------- | ------------ | -------- |
| 2008  | Hermanos y dectetives | Juan de Dios | Televisa |

## Théâtre
- Bella & Bestia : Bestia